# Meurtres à Pont-Aven
 (janvier 2025).
Si vous disposez d'ouvrages ou d'articles de référence ou si vous connaissez des sites web de qualité traitant du thème abordé ici, merci de compléter l'article en donnant les références utiles à sa vérifiabilité et en les liant à la section « Notes et références ».
Meurtres à Pont-Aven est un téléfilm franco-belge de la collection Meurtres à... écrit et réalisé en 2022 par Stéphane Kappes.

## Diffusion
Présenté en avant-première au Festival TV de Luchon 2023, le téléfilm est ensuite rediffusé sur France 3 le 22 juin 2023.

## Distribution
- Alexandre Brasseur
- Astrid Roos
- Stéphane Freiss

## Synopsis
Suzanne Saroc est une artiste peintre de la ville. Ell a été brûlée vive dans son atelier vingt ans plus tôt, dans un incendie à l’époque considéré comme accidentel, et ce drame resurgit 20 ans après à l’occasion de deux homicides dans la région, commis contre deux galéristes. 
L’enquête est menée par Marion, fille de Suzanne Saroc, aux côtés d’Antoine Le Mezec, policier responsable des investigations sur le décès de sa mère 20 ans plus tôt, pour qui c’était sa première enquête.